# All Night Long
All Night Long – japoński horror z 1992 roku. Twórcą filmu jest Katsuya Matsumura. Do dziś doczekał się 5 kontynuacji (najnowsza została wydana w 2009 roku).

## Fabuła
Shinji Saito, Kensuke Suzuki i Tetsuya Tanaki są świadkami okrutnego morderstwa młodej uczennicy. Dzięki temu wydarzeniu trójka bohaterów poznaje się ze sobą. Po pewnym czasie dziewczyna jednego z nich zostaje brutalnie zgwałcona i zabita. Żądny zemsty Shinji zjawia się w domu Kensuke. Cała trójka wyrusza do kryjówki przestępców. Przeżywa jedynie Tetsuya, który też dowiaduje się, że on oraz Kensuke i Shinji zabili nie te osoby, co trzeba.